# Euechinoidea
De Euechinoidea zijn een onderklasse van de zee-egels (klasse Echinoidea).

## Onderverdeling
- Infraklasse Irregularia
  - Familie Pygasteridae Lambert, 1900 †
  - Orde Holectypoida Duncan, 1889 †
  - Orde Echinoneoida H.L. Clark, 1925
  - Superorde Neognathostomata Smith, 1981
    - Orde Cassiduloida L. Agassiz & Desor, 1847
    - Orde Echinolampadoida Kroh & Smith, 2010
    - Orde Clypeasteroida L. Agassiz, 1835 (Zanddollars)

  - Superorde Atelostomata Von Zittel, 1879
    - Orde Holasteroida Durham & Melville, 1957
    - Orde Spatangoida L. Agassiz, 1840

Irregularia incertae sedis
  - Familie Menopygidae Lambert, 1911 †
  - Familie Desorellidae Lambert, 1911 †
  - Familie Galeropygidae Lambert, 1911 †
  - Familie Pygorhytidae Lambert, 1909 †
- Infraklasse Carinacea
  - Familie Hemicidaridae Wright, 1857 †
  - Familie Pseudodiadematidae Pomel, 1883 †
  - Superorde Calycina Gregory, 1900
    - Orde Phymosomatoida Mortensen, 1904 †
    - Orde Salenioida Delage & Hérouard, 1903

  - Superorde Echinacea Claus, 1876
    - Orde Stomopneustoida Kroh & Smith, 2010
    - Orde Arbacioida Gregory, 1900
    - Orde Camarodonta Jackson, 1912
      - Infraorde Echinidea Kroh & Smith, 2010
      - Infraorde Temnopleuridea Kroh & Smith, 2010

Carinacea incertae sedis
  - Familie Orthopsidae Duncan, 1889 †
- Infraklasse Acroechinoidea
  - Orde Aspidodiadematoida
  - Orde Diadematoida
  - Orde Micropygoida
  - Orde Pedinoida

Acroechinoidea incertae sedis
  - Familie Pelanechinidae Groom, 1887 †

niet in een infraklasse geplaatst
- Orde Echinothurioida